# Земская рать
Зе́мская рать — вооружённые силы Приамурского земского края, сформированные из находившихся в Приморье белогвардейских войск в 1922 году.

## История
Образована 23 июля 1922 года в соответствии с Указом № 1 правителя Приамурского земского края М. К. Дитерихса, который стал её верховным главнокомандующим (земским воеводой).
Новым командованием были предприняты меры по восстановлению управляемости и поднятию боевого духа войск, подорванного вследствие поражений, нанесённых Народно-революционной армией ДВР зимой и весной 1922 года, и политического кризиса в Приамурском государственном образовании лета 1922 года.
В рамках общей политики по восстановлению традиционного для России уклада, входившие в Земскую рать корпуса́ переименовывались в группы, делившиеся на полки (отряды), образованные из бывших бригад; прежние же полки были сведены в батальоны и дивизионы (дружины). Для восполнения понесенных войсками потерь на территории края была объявлена мобилизация мужского населения молодых возрастов.
К сентябрю 1922 г. в состав Земской рати входили:
- Поволжская группа генерала В. М. Молчанова (1 885 штыков, 740 сабель, 28 пулемётов, 9 орудий);
- Сибирская группа генерала И. С. Смолина (800 штыков, 205 сабель, 8 пулемётов, 4 орудия);
- Сибирская казачья группа генерала Бородина (505 штыков, 410 сабель, 9 пулемётов, 2 орудия) (в том числе Сибиро-Енисейско-Забайкальский полк генерала П. А. Блохина);
- Дальневосточная казачья группа генерала  Ф. Л. Глебова (962 штыка, 185 сабель, 10 пулемётов, 1 орудие);
- технические части (охранный и отдельный железнодорожные батальоны, интендантский дивизион — 700 штыков);
- резерв (1 426 штыков, 144 сабли, 5 пулемётов).

В общей сложности войска Земской рати насчитывали 6 228 штыков, 1684 сабли, 81 пулемёт, 24 орудия и 4 бронепоезда.
Располагались эти части вдоль Уссурийской железной дороги в крупных населенных пунктах. Основу войск составляли части бывшей Дальневосточной армии, ранее входившие в армии генерала В. О. Каппеля и атамана Г. М. Семёнова.
Наступательная операция против размещенных в северном Приморье войск НРА ДВР была начата 1 сентября 1922 года, когда Поволжская группа начала продвижение вдоль Уссурийской железной дороги на север. Однако несмотря на первоначальные успехи и взятие нескольких железнодорожных станций, к 16 сентября белогвардейские войска были вынуждены отойти на первоначальные позиции и перейти к обороне.
Тем не менее, уже 4 октября вследствие успешного наступления частей НРА войска Земской рати были вынуждены начать отход. 9 октября ими был оставлен Спасский укреплённый район, после чего наиболее боеспособная Поволжская группа перестала существовать.
В ходе последующих боёв к 16 октября Земская рать была разбита полностью. Генерал Дитерихс покинул край, остатки войск отошли к границе с Кореей либо эвакуировались через порт Владивосток, остававшийся под контролем японских войск до 25 октября 1922 года.